# Donaldius
Donaldius là một chi nhện trong họ Salticidae.